# Bootsplash

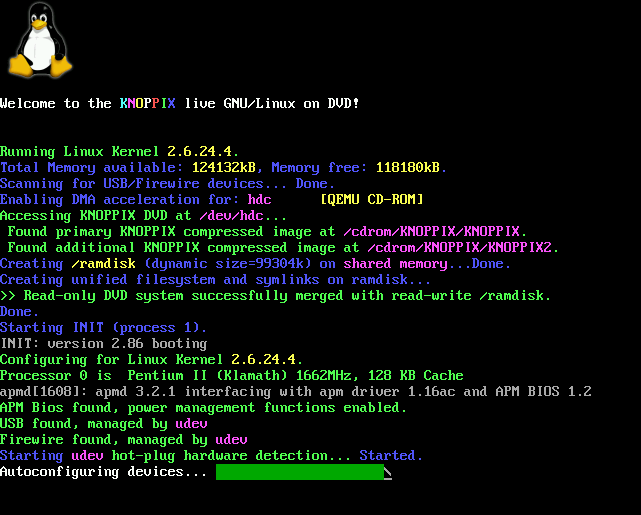
De bootsplash van Knoppix

Bootsplash is het grafische opstartscherm van een computer.
De Engelse term verwijst naar een vlek of plens tijdens het opstarten (booten) van de computer.
De bootsplash kan een simpele tekst zijn, maar kan ook een afbeelding zijn. Het kan voor verschillende doeleinden gebruikt worden. Zo kan een bedrijf zijn naam bootsplashen, zodat het altijd duidelijk is dat de computer van het bedrijf afkomstig is. Dit wordt vaak gedaan door BIOS-fabrikanten.